# Топпенштедт
Топпенштедт (нім. Toppenstedt) — громада в Німеччині, розташована в землі Нижня Саксонія. Входить до складу району Гарбург. Складова частина об'єднання громад Зальцгаузен.
Площа — 29,09 км2. Населення становить 2181 ос. (станом на 31 грудня 2021).

## Галерея

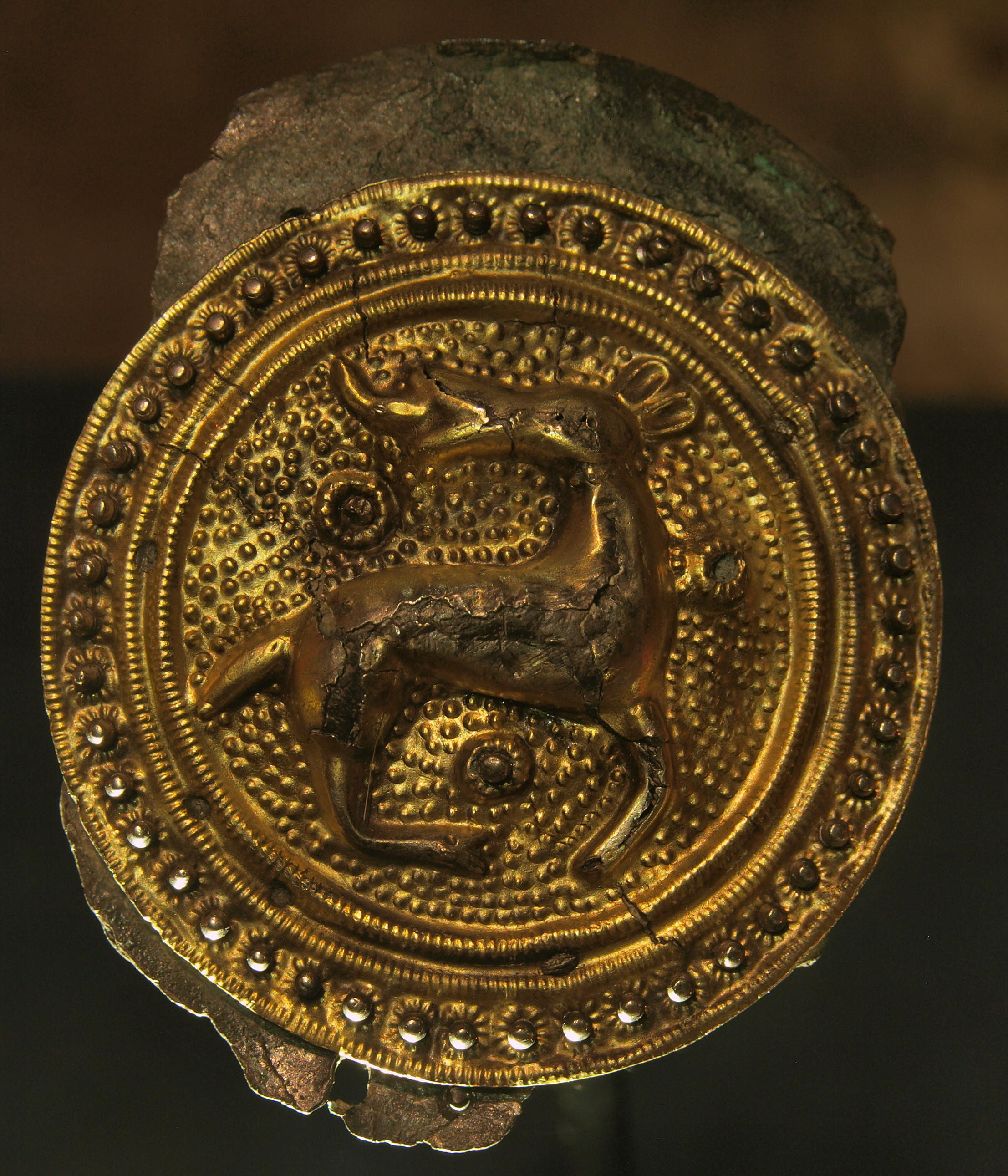